# 篠崎みお
篠崎 みお（しのざき みお、1998年2月12日 - ）は、日本のAV女優。マインズ所属。2016年8月にkawaii*専属女優としてデビュー。

## 出演作品

### アダルトDVD
- 新人! kawaii*専属 卒業したての新18歳 アイドルに憧れるピュア1000％ kawaii*即撮りAVデビュー（8月25日、kawaii*）
- 絶頂微乳スレンダーA（9月13日、MOODYZ）
- ド貧乳サスペンダー。 奇跡のピンチク。 みお Aカップ パイパン（10月1日、ミニマム）
- 生中出し若妻ナンパ! 22（10月14日、S級素人）
- 女子校生、全員に膣内射精中出し Ⅲ 4時間（11月11日、S級素人）
- いちごみるく味（11月11日、バルタン）
- 汚れを知らないピュア美少女のエッチな日常（11月13日、S-Cute）
- なめらかスローイラマチオ 2 〜女の子のお口の中って優しくて温かい〜（11月18日、SEX Agent）
- 国宝級のピンク乳首の純情少女 年上大好き女子校生は騎乗位のまま中出しをせがむどすけべな女の子。（11月19日、無垢）
- 父による娘の成長記録投稿映像（11月25日、I.B.WORKS）
- 微笑む口便器（12月2日、ワープエンタテインメント）
- ピンク乳首でご奉仕 Mっ子メイド（12月8日、ワンズファクトリー）
- お金の為だと割り切って友達だけどSEXして下さい!! JK編 vol.3（12月9日、DOC）
- 偶然見えたカワイイ女子校生の純白パンチラ♡ 視線に気づき頬を真っ赤にするも、実はHに興味津々。挙句に告白までされて、そのまま中出ししちゃいました!（12月9日、SCOOP）
- 早漏イクイク女子校生 5（12月13日、MOODYZ）
- イラマチオじゃない腰振りフェラチオ 07 〜締まりも温かさも膣穴越え。そして決してハラまないナマでの中出し〜（12月16日、SEX Agent）
- 超早漏!女の子にしてもらうオナホ手コキ 〜締まりも温かさも膣穴越え。そして決してハラまないナマでの中出し〜（12月16日、SEX Agent）
- 「無垢」アルバイト編 バイトの制服を着てエッチしたらなぜか興奮しちゃって敏感すぎる身体とパイパンマ○コがもっともっと敏感になって何度も何度もイキまくっちゃいました。（12月19日、無垢）
- 家の中で常に機会を伺っていた強姦魔 2 僕が悪いんじゃないんです!突然出来た義理の妹があまりに無防備でイヤらし過ぎたから悪いんです。だから、僕…我慢できずに犯しちゃったんです。家中を必死で逃げ回る妹を追いかけ回し、どこに隠れても必ず見つけ出して何度も犯し、何度も何度も中出ししてヤリました♡（12月19日、アパッチ）
- 二人の妹と中出し近親相姦旅行 しずく&みお（12月23日、I.B.WORKS）
- 偶然見かけた貧乳女子がまさかのノーブラ!?見られる事に興奮した彼女の敏感乳首はビンビンに立っていて… 5（12月23日、DOC）

- JK姪っ子に何度も射精させられた僕…（1月1日、MOODYZ）
- 監禁オイルマッサージ 鬼イカせ中出しレ×プ（1月1日、ワンズファクトリー）
- こんな美少女に、こんなことしたら背徳感がいっぱい。（1月1日、S-Cute）
- モニタリング 仲良し2カップルにまさかの亀裂! 浮気疑惑のある男女をマジックミラー越しに徹底検証。 目の前で浮気され、取り残され傷心の男女が逆上リベンジSEX!（1月6日、SODクリエイト）
- 無垢なくせに卑猥にデカい揉み心地のいい未熟な巨尻（1月6日、ワープエンタテインメント）
- リア充カップルから男を寝取る淫乱むっつり喪女JK（1月13日、MOODYZ）
- 素人女子大生限定! パンティ素股でカチカチち●ぽがアソコに擦れて赤面発情! クロッチは恥ずかし汁まみれ!そのまま生で擦り合わせて、ヌルヌルワレメに結局つるんっと入って生中出し!! 4 つい先日まで高●生だった18歳大学1年生編（1月13日、S級素人）
- いいなりラブドール つるぺたいもうと 篠崎みお Aカップ 身長148cm（1月17日、ケートライブ）
- 体調を崩して休んだ僕を心配してエロ本だらけの汚い部屋にソソる女子社員が見舞いに来た! すると、見たことの無いエロ本に発情してしまい…パンツを見せつけて誘ってきた!!（1月19日、SOSORU×GARCON）
- 神待ちJK 中出し援助交際（1月25日、本中）
- 気持ちいいことがやめられないどすけべロリ美少女（2月1日、S-Cute）
- 敏感微乳 パイズリ狭射12発（2月2日、SODクリエイト）
- 妹が実家や僕の部屋を使って乱交をしていたと思われるビデオカメラの映像（2月10日、S級素人）
- 下半身丸出し痴漢（2月16日、ナチュラルハイ）
- ブルマ穿いてるから全然恥ずかしくないもんね。もっと見る? 3 女子高生(友達の妹)のパンチラが見えたと思ったら、スカートの下はパンチラ防止のブルマだったけど、ブルマ好きな僕は逆に大興奮してしまった。（2月16日、SWITCH）
- 若妻スカート巾着固定電マ痴漢（2月19日、アパッチ）
- オフバコ告知 コスプレイベントナンパ連れ込みSEX隠し撮り 3 素人レイヤーに声を掛けハメ撮り中出し無許可販売（2月24日、TMA）
- いつでもどこでも時間停止してイラマチオできる学園（3月1日、MOODYZ）
- 磔獄門レ●プ 2 UNLIMITED Target:DMJK・篠崎みお（3月2日、サディスティックヴィレッジ）
- ちんかすペロペロゴックンご奉仕メイド（3月3日、ワープエンタテインメント）
- パイパン中出し女子校生 4時間 Vol.4（3月10日、ケイ・エム・プロデュース/BAZOOKA）
- レズビアンカフェへようこそ レズ調教された2人のアルバイト女子大生（3月25日、ビビアン）
- 少女もキスをガマンできない（3月31日、ドリームチケット）
- 姉を犯してしまったところを母親に見られ後戻りができず泥沼中出し親子丼 4（4月6日、ナチュラルハイ）
- 私、先生のペット(性玩具)になるの? 家庭教師の僕が出会った今どき珍しいピュアで無垢な女子高生の教え子を、欲望のままに拘束しオナペットにして楽しんでいます。（4月6日、SWITCH）
- 禁止された社内恋愛の制裁で彼氏の目の前で上司棒を挿入される 嫌がっても『ふたりともクビにするぞ』と脅されて泣き寝入りするしかないサディスティックヴィレッジの女AD 2（4月6日、サディスティックヴィレッジ）
- Aカップパイパンメイド 密着ご奉仕SPECIAL 2（4月13日、MOODYZ）
- お兄ちゃんの異常な愛情（4月13日、禁断の果実）
- 再婚相手の連れ子 みおちゃん（4月18日、思春期.com）
- 壁に押しつけられ逃げられない種付けプレス痴漢（4月20日、ナチュラルハイ）
- 篠崎みおのブルマと体操服（5月1日、A-style）
- いいなりつるぺた少女 身長148cm 篠崎みお(18) Aカップ・パイパン（5月2日、ケートライブ）
- 変態すぎるド素人娘スペシャル 6（5月26日、S級素人）
- 可愛すぎる魔法少女5人とパジャマで中出し性交（5月26日、TMA）
- 日焼け跡の残るパイパンロ●ータ少女中出し調教（5月26日、I.B.WORKS）
- 三つの未熟穴 孕ませ日記（5月26日、FIRST STAR）
- 無邪気な堕落園 Welcome to the innocent Fallin Paradise（5月26日、マーキュリー）
- ビクビクッと仰け反りながら潮を噴いてイキまくる超敏感パイパンロリ美少女にエロマンガみたいな背面騎乗位突き上げ中出しフィニッシュ（6月1日、Rookie）
- 東京のお嬢様学校の女子校生を下校中にストーキング!そして、ママやパパにバレないように自宅侵入!未開発のキツマンにどっぷり中出しレ○プ!（6月1日、サディスティックヴィレッジ）
- 無防備肛門まる見え! 完全尻漬け交尾集 〜波立つ尻肉、エグい抜き挿し、ヒクつくアナル、後ろから眺める優越の絶景〜（6月16日、SEX Agent）
- 胸糞注意 気弱な僕に出来た超可愛い年下ロリ系JK彼女を隣町のDQN鰐口先輩にヤラれてしまってナンダカンダでそれからしばらくして再会したら見る影も無いほどにビッチなイマドキのヤリマンギャルになってしまった時の話です（6月19日、JET映像）
- 処女の気まぐれで人生が破滅する男の物語〜パイパン少女の甘い蜜 (7月6日、SODクリエイト)
- パンツ見せつけ女子高生に我慢できず手を出したら、家族にこっそり隠れながらエッチを求めてくるので困ったけど、ヤッた。（7月6日、SWITCH）
- 全て新作撮り下ろし! パンツ内大量射精痴漢　2 色んな所で色んな女の子にパンツ内大量射精してきました! 被害拡大!1人増量!!被害者10人SP!（7月19日、アパッチ）
- SEXの体位のリハーサルで、マ○コをラップでガードして素股をさせられ、狙ったのか偶然なのか、結局挿入されてナマ中出し!それでも「そんなの当たり前だから」と言われ泣き寝入りするしかないサディスティックヴィレッジの女AD57人 SPECIAL 新作撮り下ろし12人 作品集45人、パワセクハラ全記録!（7月20日、サディスティックヴィレッジ）
- 完璧な性奴隷 13（7月21日、MAD）
- 140cm台低身長少女 わいせつ育成計画（7月28日、I.B.WORKS）
- 『双頭バイブ』母娘中出し痴漢（8月7日、アパッチ）
- 普段の顔とチ○ポ咥えた表情を【2画面】並べて楽しむ見比べフェラチオ OL編（8月24日、SODクリエイト）
- 童貞クン御一行が撮影現場に突撃! 楽屋で休憩中の女優さん達に筆下ろしをお願いしたら、女神のような優しさで挿入⇒初搾りザーメンを全部ごっくんしてくれました!(※ガチ童貞4名参加)（8月24日、SODクリエイト）
- 発達途中の優しい妹に欲情した童貞の兄が両親の目を盗んで自らカメラ片手にSEX懇願! 禁断の近親相姦SEXを撮影される恥ずかしさとは裏腹に相性良過ぎて自ら腰を振りながらカメラ目線でイキまくる! 2（9月8日、V&R PRODUCE）
- 制服姿のカノジョをハメ撮りしちゃいました（9月13日、S-Cute）
- おっぱいマッサージより乳首イジリに夢中になっちゃった妹がエロすぎる件! 微乳に悩んでいる女子校生の妹は『おっぱい大きくなりたい!』と、毎日熱心におっぱいマッサージを続けてきたけど、おっぱいの大きさはまるで変化なし!それどころか、気持ち良くなっちゃう『乳首イジリ』にもう夢中!?感度がどんどん増していく妹にボクも当然フル勃起!妹もボクの股間が気になって仕方ないらしく…（10月7日、ゴールデンタイム）
- 素人男女観察! モニタリングAV 義理の兄妹の絆を徹底検証!! 義理の兄妹はエッチなミッションをしても、最後まで兄妹でいられるのか?ミッションクリアで賞金! ミッションはハグ、ポ○キーゲーム、ほっぺにチュー、裸を見せ合うなど、過激さが増すとミッションクリアでゲットできる賞金が増える!賞金に目当てに過激ミッションをチョイスし興奮してしまった義兄妹は、兄妹の一線を越えてエッチまでしてしまうのか!?（10月19日、お夜食カンパニー）
- 篠崎みお SPECIAL BEST 4時間（10月27日、TMA）※ベスト版
- 発育し過ぎたデカ尻を気にする妹が優しい兄に悩みを相談! 目の前にある豊満尻に我慢できずまさかの近親相姦生挿入! 大きな尻を波打たせながら親にはナイショで何度も中出し! 2（11月10日、V&R PRODUCE）
- ノーブラミニスカ挑発倶楽部（11月13日、アロマ企画）
- いつでも射精できる! 抜きやすい挑発パンチラコレクション 4（11月13日、アロマ企画）
- 体罰新任女教師 アナル処女喪失 3 2穴ナマ中出し（12月7日、サディスティックヴィレッジ）
- JKの馬乗りスタイルマッサージ店の生パンティー越しのマ○コの温もりがあまりにも気持ち良すぎると話題に。 2（12月13日、アロマ企画）
- 素人男女観察! モニタリングAV 初対面の素人男女が素股に挑戦! 大人のお姉さんが童貞クンにエッチなこと(ディープキス、クンニ…)を教えてくれたら、実演したエロ行為×10万円の賞金! ただし素股は必須!人生初の素股で連続発射してしまう童貞クン。 そんなウブな姿を見たお姉さんが興奮して生挿入&連続中出し!?（12月19日、お夜食カンパニー）
- パンチラ連発!お尻モミモミ! 素人限定! エッチな足ツボマッサージの激痛我慢で目指せ!賞金100万円! オトナの健康診断ゲーム（12月19日、ATOM）
- バーチャルべろチュウ 3（12月19日、ゑびすさん）
- 過敏な乳首 舐められて勃起する乳首レズビアン 6（12月19日、ゑびすさん）
- おま○こおっぴろげ観察 マン汁テイスティング指オナニー（12月19日、ゑびすさん）

- いつの間にか僕の部屋でたむろうようになった家出女子校生たちは、いつも僕のチ●ポを弄ぶ!（1月12日、ケイ・エム・プロデュース/BAZOOKA）
- 突然パンチラで挑発されてこっそりシゴいちゃった僕。 その15（1月13日、アロマ企画）
- 蒸れた美脚匂い嗅ぎ舐めレズビアン（1月19日、ゑびすさん）
- 誘惑的 パンチラコレクション 4（1月25日、アロマ企画）
- クリトリスの形までクッキリわかる! イキまくりパンツ越しオナニー（2月25日、アロマ企画）
- おっぱい揉み乳首舐めレズビアン（3月1日、ゑびすさん）
- こっそり角オナニー 2（3月13日、アロマ企画）
- ベロ唾液手コキフェチズム（4月1日、ゑびすさん/妄想族）
- おま○こ・アナル見せつけ挑発（4月13日、アロマ企画）
- マン土手プニプニもっこりパンチラ（4月13日、アロマ企画）
- 主観見せ付け淫語レズ バーチャル唾液マン汁塗り付け（4月19日、ゑびすさん/妄想族）
- いやぁ!! だめだめだめぇぇぇっ!!!! 中出しを嫌がり必死に抵抗する女を完全絶望させる中出し8時間（5月19日、ROOKIE）
- パンチラをエロい物だと気づいていない無邪気な女の子（6月13日、アロマ企画）
- 唾液口臭嗅がせ鼻舐め匂いフェチレズ ～女口臭唾液フェチサークル編～（6月19日、ゑびすさん/妄想族）
- 長ベロ濃密絡み合い唾液レズ接吻（7月19日、ゑびすさん/妄想族）
- 舐められてガチガチに勃起する過敏乳首（7月19日、ゑびすさん/妄想族）
- 百戦錬磨のレズの巧み お姉さまたちに犯されたい 水野朝陽と春原未来にアナル姦されて絶頂しまくる篠崎みお（8月7日、ビビアン）
- 超高級ハーレムソープ（8月23日、アイエナジー）
- 小さすぎる6つの穴はどの穴も気持ちいい 少女たちの口・マ○コ・アナルをおじさんの1本の生チ○コがいったりきたり、本物中出し (9月7日、ひよこ)
- AV女優 裸コレクション 第八弾（10月12日、V&R PRODUCE）
- 顔面激舐め廻し唾液臭責めレズ（11月1日、ゑびすさん/妄想族）
- 親戚たらい回しアナル肉便器 ルリ 「飽きたらポイされるからオジサンたちに一生懸命尽くすの」(11月27日、First Star)
- 噂の歌舞伎町Wアナル少女2人組 オジサン4人と4穴生中出しSEX（6P乱交）(12月1日、キチックス/妄想族)

- 超絶口臭嗅がせ鼻舐めレズ（2月1日、ゑびすさん/妄想族）
- 絶頂乳首舐めレズ（2月19日、ゑびすさん/妄想族）
- ダブルバーチャルレズベロキス 2（3月1日、ゑびすさん/妄想族）
- 女体臭を嗅ぎ舐める匂いフェチレズ（4月19日、ゑびすさん/妄想族）
- 【超絶ハードコアマニアック】顔面唾液舐め（4月19日、ゑびすさん/妄想族）
- ガチベロ濃密絡み合い唾液レズ接吻（5月1日、ゑびすさん/妄想族）
- 悩殺!! たっぷり唾液で迫るバーチャルべろキス 2（5月1日、ゑびすさん/妄想族）
- 口臭嗅がせ鼻突っ込み舐めレズ（6月1日、ゑびすさん/妄想族）
- ガチベロ濃密絡み合い唾液レズ接吻 2（6月19日、ゑびすさん/妄想族）
- バーチャル映像で口臭吐き掛けられ、大量に唾も掛けられたい（7月19日、ゑびすさん/妄想族）
- 壮絶痰唾えずき汁ぶっかけ顔面舐め愛レズ Vol.01 ～The World’s Strongest Face Licking Lesbian（8月19日、ゆりえっち/妄想族）
- 敏感おっぱい乳首絶頂レズ（9月19日、ゑびすさん/妄想族）
- ニーハイブーツレッグフェティッシュ・美脚コキ（9月19日、ゑびすさん/妄想族）
- 壮絶痰唾えずき汁ぶっかけ顔面舐め愛レズ Vol.02 ～The World’s Strongest Face Licking Lesbian（10月19日、ゆりえっち/妄想族）

- 家庭内の至る場所で義兄にアナルを仕込まれる義妹（1月16日、グローリークエスト）
- 人妻絶頂エネマサロン アナル開発腸内洗浄レズ（6月15日、ピーターズ）

### イメージDVD
- PRIMAL ～薄桃色の小悪魔～（2018年5月25日、キャメロンG）

### VR
2016年
- 妹がスク水姿でオレの股間に擦り付ける神展開（11月18日、CASANOVA）
- 帰宅後とりあえずフェラするロリ妹（11月25日、CASANOVA）

2017年
- 女の本気オナニー イクとこ見てて?（2月17日、CASANOVA）
- 目の前で見る、姉のフェラ顔。妹のイキ顔。（2月24日、CASANOVA）
- 絶童（7月14日、CASANOVA）
- 女子マネージャーのヤリ過ぎサポート!（7月14日、CASANOVA）
- 嫁の連れ子達はチ●ポが気になるお年頃 2（7月28日、CASANOVA）
- ロリ姉が童貞弟のために射精指導（7月28日、CASANOVA）

2018年
- VR ハチャメチャOL総務部5課（2月14日、アロマ企画）